# Бизиньяно, Фрэнк
Фрэнк Дж. Бисиньяно (англ. Paul S. Atkins; род. 9 августа 1959 года) — американский бизнесмен, президент и генеральный директор Fiserv. Ранее он был генеральным директором First Data и главным операционным директором JPMorgan Chase.
В декабре 2024 года избранный президент Дональд Трамп назначил Бисиньяно своим кандидатом на пост комиссара Администрации социального обеспечения.

## Биография

### Карьера
Проживая в Нью-Йорке, Бисиньяно начал свою карьеру в качестве вице-президента Shearson Lehman Brothers и First Fidelity Bank. Начиная с 1994 года он занимал ряд руководящих должностей в Citigroup, а American Banker писал, что «он получил свою платежную индустрию bona fide в Citi, управляя её огромным глобальным подразделением по обслуживанию транзакций». В 2004 году издание Treasury and Risk назвало его одним из «100 самых влиятельных людей в сфере финансов».
Нанятый в качестве CAO JPMorgan Chase в 2005 году, генеральный директор Джейми Даймон «доверил ему интеграцию покупок банком рушащейся Bear Stearns Cos. и обанкротившейся Washington Mutual Inc. во время кризиса». Бисиньяно также был основным переговорщиком при приобретении JPMorgan недвижимости Canary Wharf в Лондоне и генеральным директором нескольких подразделений ипотечного банкинга JPMorgan. В 2012 году он был повышен до должности со-COO, и Financial Times назвала его «одним из самых влиятельных, но наименее заметных руководителей JPMorgan».
В 2013 году Бисиньяно стал председателем и генеральным директором First Data Corporation, и его пребывание в должности привлекло достаточно много внимания в прессе. Он курировал технологический прорыв в компании, а в 2014 году First Data сотрудничала с Apple Inc. по Apple Pay. Бисиньяно также входит в советы директоров таких организаций, как Continuum Health Partners и Торговая палата метро Атланты. После приобретения First Data компанией Fiserv в 2019 году Бисиньяно стал генеральным директором Fiserv в июле 2020 года.
Бисиньяно неизменно оценивается как один из самых высокооплачиваемых генеральных директоров в Соединённых Штатах. В 2017 году The New York Times сообщила, что его компенсация превысила 100 миллионов долларов. Его компенсация была оценена примерно в 40 миллионов долларов в 2019 году. В декабре 2022 года Бисиньяно подписал новый контракт с Fiserv, чтобы оставаться президентом и генеральным директором до 2027 года. В 2023 году общая компенсация Бисиньяно от Fiserv составила 27,9 млн долларов, что на 57 % больше, чем в предыдущем году, и представляет собой соотношение оплаты труда генерального директора к средней заработной плате работника 380 к 1.

### Политика
Бисиньяно является давним сторонником Республиканской партии и Дональда Трампа в частности. Он пожертвовал сотни тысяч долларов на республиканские кампании, включая взнос в размере 125 000 долларов на победу Трампа в 2019 году.
Его жена Трейси Бисиньяно также внесла значительные взносы в Trump 47 Committee, Inc. на общую сумму 924 600 долларов в октябре 2024 года.